# Adam Ignacy Naramowski
Adam Ignacy Naramowski herbu Łodzia (1686–1736) – jezuita, pisarz historyczny. 
Ukończył studia na Uniwersytecie Wileńskim jako doktor sztuk wyzwolonych i filozofii.
Autor następujących dzieł:
1. "Facies Rerum Sarmaticarum In Facie Regni Poloniae, Magniq[ue] Ducatus Litvaniae gestarum", Tom 1 i 2, Univ. Soc. Jesu, Wilno, 1724, ilustracje Bartłomiej Strachowski[3],
2. "Aurorae Solis Sarmatici", Typis Universitatis Societatis Jesu, 1727,
3. "Signatores Regni Signati meritorum laude, Consignati Honore ad Gloriam sive cancellarii & procancellarii Regni Poloniæ ... expositi. Atq[ue] ... præsentati A R. P. Adamo Naramowski", Typis Coll: Soc. J., 1727,
4. "Aurorae solis Sarmatici, solii adstites, majestatis praenuntiae, regum prodromae: Regni soles ministri Status : ministrorum primi supremi mareschalci Regni & Curiae, quibus adjuncti mareschalci equestris ordinis sub principe procerum, nomine illustrissimi, excellentissimi domini D. Josephi Vandalini, S.R.I. & in Magna Kończyc & Ossownica Comitis Mniszech, Mareschalci Regni, Capitanei Iavoroviensis, Sanocensis", Typis Universitatis Societatis Jesu, 1727.